# 錫利亞帕塔山
16°40′36″S 67°45′37″W / 16.67667°S 67.76028°W
錫利亞帕塔山（Silla Pata），是玻利維亞的山峰，位於該國西部拉巴斯省的佩德羅多明戈穆里略省，處於萊卡科柳山東南面和林科林科山西南面，屬於安第斯山脈中玻利維亞瑞阿爾山脈的一部分，海拔高度5,442米。